# Are Husbands Necessary?
Are Husbands Necessary? é um filme estadunidense de 1942, do gênero comédia, dirigido por Norman Taurog e estrelado por Ray Milland e Betty Field. O roteiro é baseado em Mr. and Mrs. Cugat, romance de Isabel Scott Rorick publicado no ano anterior.
O crítico Leonard Maltin resumiu sua apreciação da película em uma única frase: E quanto a este filme?, numa alusão ao título original, que pergunta se maridos são necessários.

## Sinopse
George e Mary Elizabeth Cugat são casados há dois anos. As coisas vão razoavelmente bem, apesar da tendência de Mary Elizabeth em consumir demais, até que aparece Myra, ex-namorada de George. Ciumenta, Mary acha que a solução é adotar uma criança, mas nada dá certo, até o final, quando tudo se ajeita.

## Elenco
| Ator/Atriz       | Personagem           |
| ---------------- | -------------------- |
| Ray Milland      | George Cugat         |
| Betty Field      | Mary Elizabeth Cugat |
| Patricia Morison | Myra Ponsonby        |
| Eugene Pallette  | Bunker               |
| Charles Dingle   | Duncan Atterbury     |
| Leif Erickson    | Bill Stone           |